# Limnognathia maerski
Embranchement
Classe
Ordre
Famille
Genre
Espèce
Micrognathozoa est un embranchement d'animaux protostomiens dont la seule espèce décrite est Limnognathia maerski Kristensen & Funch, 2000.
Ce sont des animaux microscopiques cylindriformes (0,15 mm sur 0,1 mm) qui ont été découverts dans une source de l’île de Disko, au Groenland. Des Micrognathozoa ont également été observés dans les iles Crozet, dans le Sud de l'Océan Indien.

## Morphologie générale
Limnognathia présente trois parties : la tête, le thorax et l'abdomen. La tête peut elle-même être différenciée en front et en une partie postérieure. Le pharynx porte un ensemble de mâchoires très complexe ou trophi rappelant le trophi des rotifères et les mâchoires des Gnathostomulida ce qui a justifié leur appartenance au clade des Gnathifera. Plusieurs paires de sensilles, ou cils sensoriels, sont réparties sur le corps, notamment sur les côtés. Le tube digestif est aveugle, bien qu'un anus dorsal temporaire est supposé. La face ventrale porte 4 champs ciliés : frontal, buccal, ventral et postérieur. Ces champs ciliés sont constitués de ciliophores, des cellules multiciliées donc la racine des cils est très profonde. La face dorsale est constituée de plusieurs plaques intracellulaires permettant de délimiter la tête, le thorax et l'abdomen. Régulièrement un œuf de taille proportionnellement grande peut-être observé dans l'abdomen.

## Mâchoires
L'appareil masticateur est divisé en différentes parties (La nomenclature de Kristensen and Funch 2000 et Sørensen 2003 est utilisée ici, une autre nomenclature peut être trouvée dans De Smet 2002) :
Le fibularium, la partie la plus importante des mâchoires, en position ventrale. Elle est constituée de différentes "chambres" contenant chacune une cellule. Le fibularium porte des dents à l'avant. C'est une structure tridimensionnelle s'étendant aussi dorso-latéralement.
Les mâchoires ventrales, constituées des pseudo phalanges et des sclérites accessoires. L'ensemble étant positionné  ventro-latéralement à l'ensemble du trophi[Quoi ?].
Les plaques basales, des structures allongées positionnées ventro-médialement, entre les parties du fibularium.
Les mâchoires principales étant positionnées dorso-médiallement. Elles sont constituées d'une partie antérieures en forme de pince et une partie postérieure en forme d'une paire de "bâtons", les caudas.
Les mâchoires dorsales, positionnées dorso-latéralement à l'intérieur du fibularium. D'après Kristensen and Funch 2000 elles possèdent aussi des sclérites accessoires, ces dernières n'ont pas été retrouvées par Sørensen 2003 et De Smet 2002.
Les lamelles pharyngiennes et buccales positionnées respectivement antérieurement à l'appareil masticateur et dorso médialement. Elles sont supposées participer à l'augmentation du volume de la cavité buccale. Les lamelles buccales ont été décrites seulement par Kristensen et Funch 2000 et n'ont pas été retrouvées par Sørensen 2003.

## Écologie et comportement
Limnognathia se trouve dans les cours d'eau froids du Groenland, c'est-à-dire les cours d'eau qui gèlent en hiver. Il vit associé à des mousses sur lesquels il rampe et se nourrit en manipulant les particules avec son trophi. En effet, il a été observé un comportement de tri des particules (diatomées) avec manipulation et rejet de certaines particules. Aucun comportement de défécation n'a été observé malgré l'anus temporaire dorsal supposé. À la place un comportement de vomissement a été observé. Aucun mâle n'a été observé et les populations sont jusqu'ici considérées comme parthénogénétiques. Deux types d’œufs ont été documentés: ornementés ou lisses. Les œufs ornementés sont considérés comme des œufs de dormance alors que les œufs lisses sont considérés comme abortifs. Il est supposé que lors de la période de gel tous les individus meurent et seuls les œufs subsistent. Le comportement de ponte mal compris semble se faire par pliement ventral des individus et relâchement de l’œuf par la zone proche du champ cilié postérieur. Les Micrognathozoa ont été trouvés associés à des plathelminthes, des tardigrades, beaucoup de rotifères mais seulement une espèce de Gastrotriche Chaetonotida.

## Répartition géographique
Limnognathia a été découvert en un seul endroit au Groenland, sur l'île de Disko, au sein d'un lac et d'un unique ruisseau en aval de ce lac. L'animal a été trouvé associé aux mousses submergées. Cependant l'animal a été aussi trouvé dans l'ensemble des îles Crozet, dans l'hémisphère Sud, tant dans les lacs que dans les ruisseaux, mais aussi associé au sédiment (sable). Morphologiquement, les deux populations du Groenland et des îles subantarctique semblent faire partie de la même espèce. D'autres Micrognathozoa ont aussi été signalés au Royaume-Uni, mais aucune étude détaillée n'a été conduite sur cette population.

## Phylogénie
|  | Micrognathozoa                                              |
|  |                                                             |
|  | \| \| Acanthocephala \| \| \| \| \| \| Rotifera \| \| \| \| |
|  |                                                             |
|  | Acanthocephala                                              |
|  |                                                             |
|  | Rotifera                                                    |
|  |                                                             |

|  | Acanthocephala |
|  |                |
|  | Rotifera       |
|  |                |

|  | Micrognathozoa                                              |
|  |                                                             |
|  | \| \| Acanthocephala \| \| \| \| \| \| Rotifera \| \| \| \| |
|  |                                                             |
|  | Acanthocephala                                              |
|  |                                                             |
|  | Rotifera                                                    |
|  |                                                             |

|  | Acanthocephala |
|  |                |
|  | Rotifera       |
|  |                |

Récemment, une relation de parenté étroite a été proposée avec le genre d'annélides Diurodrilus.